# アクロコリントス

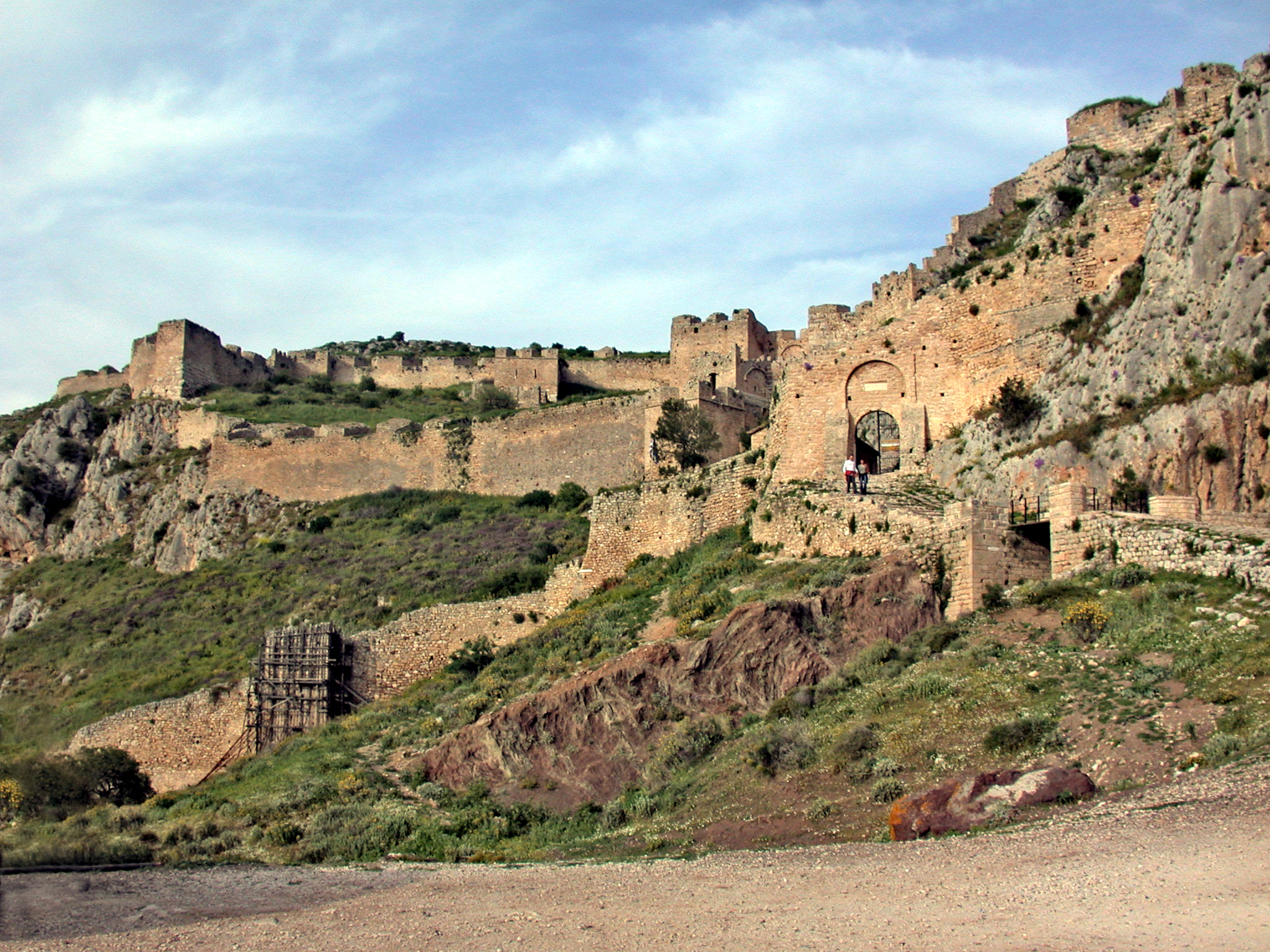
アクロコリントスの城壁

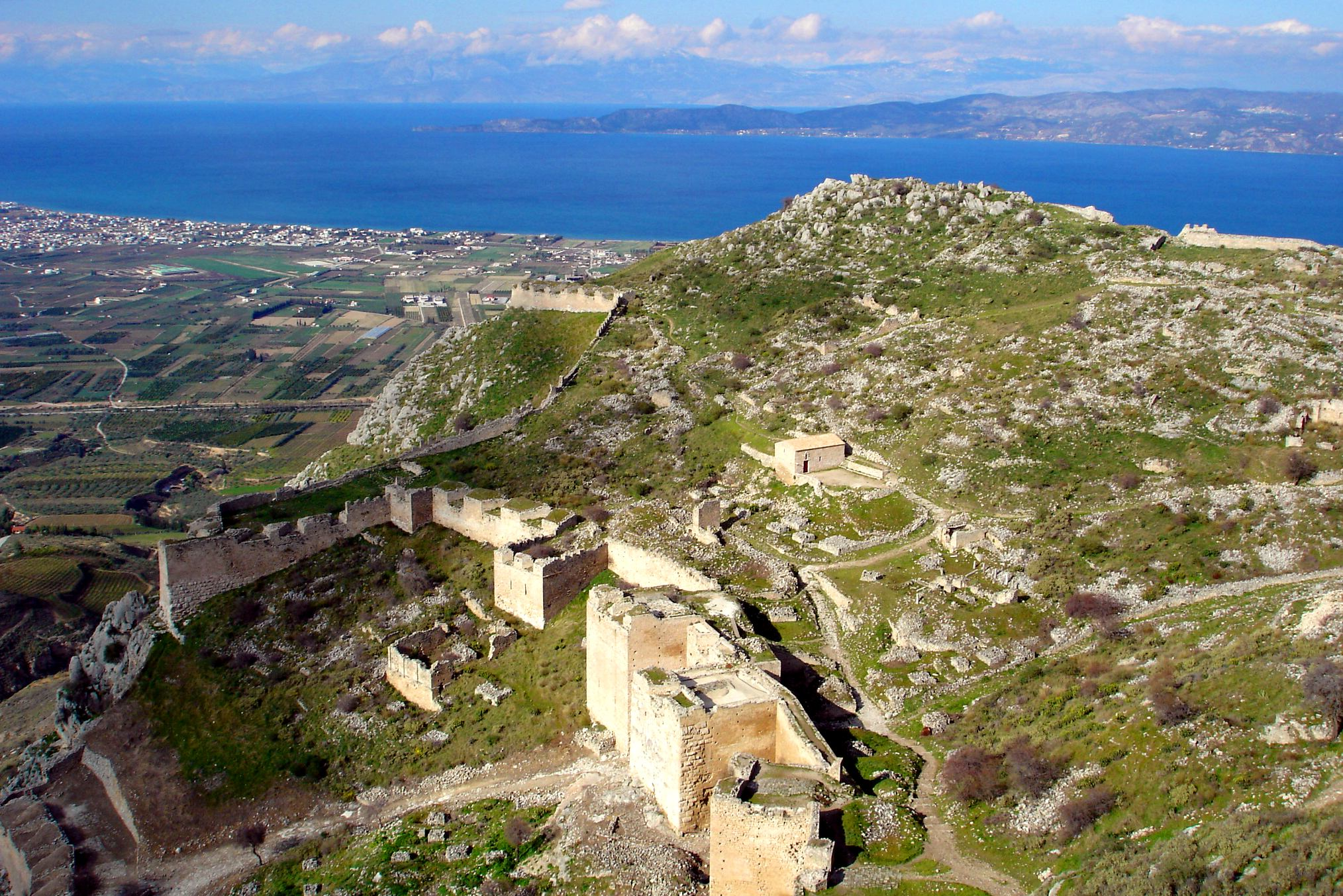
アクロコリントスから北のコリンティアコス湾を望む

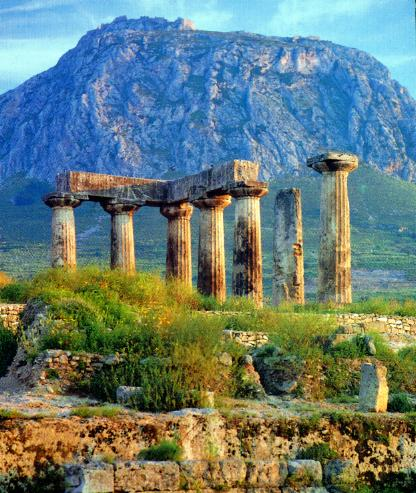
アポロ神殿。背後に見えるのがアクロコリントス

アクロコリントス（ギリシア語: Ακροκόρινθος、Acrocorinth）は古代コリントスのアクロポリスで、古代ギリシアのコリントスを見下ろす位置にそびえていた一枚岩の丘である。George Forrest は「ギリシャ本土で最も印象的なアクロポリス」だとした。アクロコリントスは古代から19世紀初めまで何らかの形で継続的に使用されてきた。防衛が容易な地形であるため、東ローマ帝国時代に要塞化され、テマ制におけるヘラス（ギリシャ）のストラテゴス（将軍）の居城とされた。第4回十字軍の際にはレオ・スグロスの指揮でジョフロワ1世・ド・ヴィルアルドゥアンの攻撃に3年間抵抗した。
その後アカイア公国の要塞となり、一時期東ローマ帝国が奪回したが、オスマン帝国に征服された。水が豊富でコリントス地峡を見渡す位置にあることから南ギリシャの最終防衛線の要塞として使われ、ペロポネソス半島に侵入してくる敵をはねつけた。三重の城壁が人の手で造られていた。頂上にはアプロディーテーの神殿があったが、後にキリスト教の教会に転用され、さらにモスクとされた。アメリカ合衆国の研究チームが1929年に発掘調査を開始した。現在、アクロコリントスはギリシャにおける重要な中世城遺跡の1つとなっている。

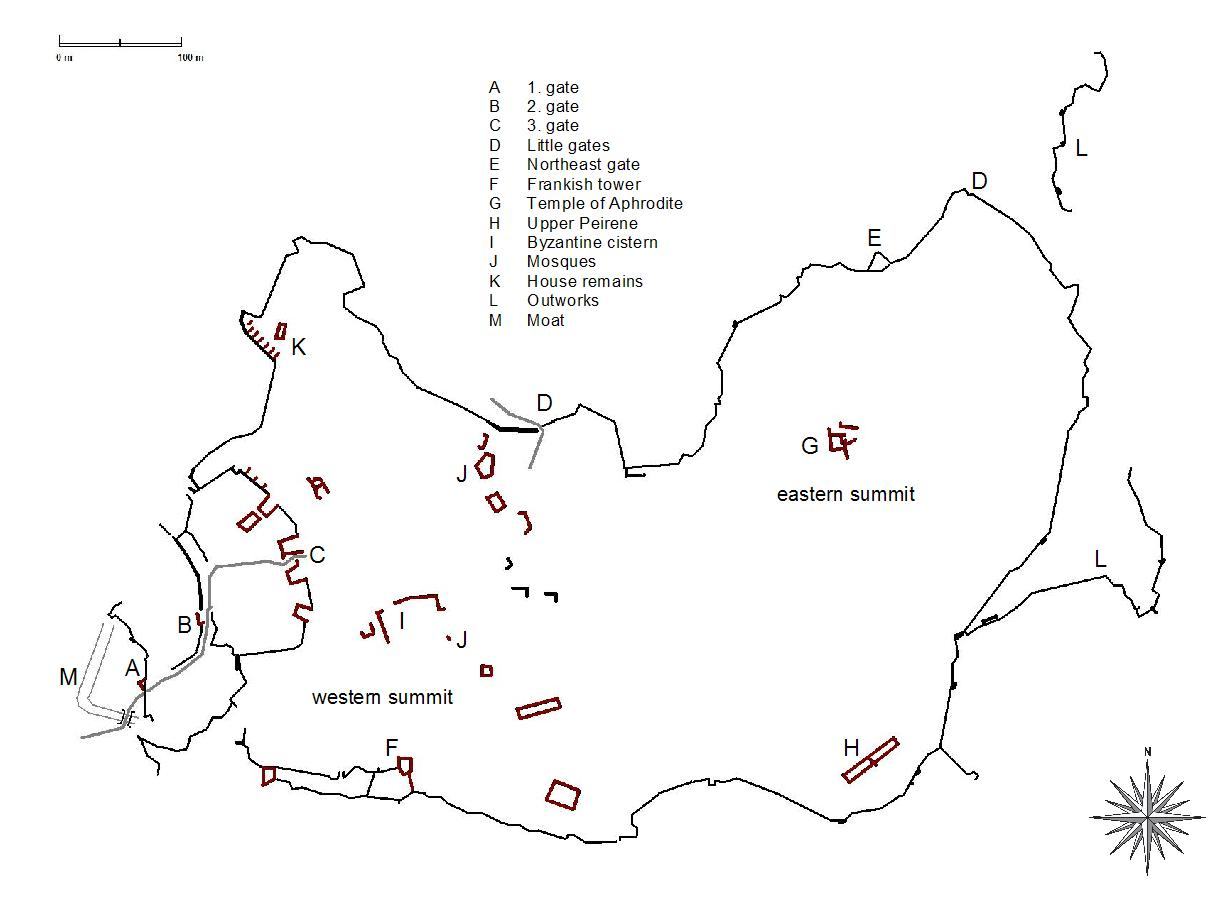
地図

2世紀のパウサニアスが『ギリシア案内記』に記したコリントスの伝説によれば、ヘカトンケイルの1人ブリアレオースはポセイドンとヘーリオス（すなわち、海と太陽）の喧嘩を仲裁した。その仲裁とは、コリントス地峡はポセイドンのものでアクロコリントスはヘーリオスのものという決定だった。
城壁の内側にペイレーネーの泉がある。パウサニアスによれば、「その神殿の裏にある泉は、アーソーポスからシーシュポスへの贈り物だという。シーシュポスはゼウスがアイギーナを誘拐したことを知っていたが、アイギーナの父アーソーポスが捜しにきたとき、アクロコリントスに泉を作ってくれなければ教えないと言った」という。